# 関屋智義
関屋 智義（せきや ともよし、1979年10月18日 - ）は、愛知県名古屋市出身の元プロ野球選手（内野手）。

## 来歴・人物
中学3年夏にはボーイズリーグ・東名古屋スターズで全国準優勝。愛知高校では2年夏の県大会準優勝。1997年のドラフト会議にて横浜ベイスターズから3位指名を受け入団。
入団当初は投手で、入団2年目の1999年には二軍（イースタン・リーグ）で4勝（6敗）を挙げ、将来の主力投手として期待されていた。二軍のチーム名が「湘南シーレックス」になった2000年にはオープン戦の開幕投手に指名されたが、重度の腰痛でシーズンを棒に振ってしまい、オフに手術した。2001年のシーズン終盤に投手として復帰したが、2002年9月に内野手転向（遊撃手）。しかし、同年10月に戦力外通告を受けた。
その後は中日ドラゴンズ・福岡ダイエーホークス・千葉ロッテマリーンズのテストを受け、ダイエーのテストに合格・入団した。「野手転向したばかりでクビになるとは思わなかった。拾ってくれたダイエーに恩返ししたい」とコメントを残している。しかし、2003年年8月の広島東洋カープ戦でホーム突入の際、靭帯断裂の大怪我を負う。10月にトレード要員であることを告げられ、そのまま自由契約になり現役引退。
引退後、トヨタ自動車の営業、芸能事務所のマネージャーなどの仕事を経て、2006年に愛知県に帰郷し佐川急便に入社。中京支社軟式野球部で内野手として2年間プレーし、天皇賜杯全日本軟式野球大会に出場した。その後2008年から愛知県安城市のニッセイに転職、同社の軟式野球部でプレー。天皇賜杯全日本軟式野球大会国民体育大会に出場し2008年の大分国体では同チームの準優勝に大きく貢献した。
2012年シーズン限りで同社の野球部を引退、現在は社業に就いている。
2019年11月に同社の軟式野球部の監督に就任した。

## 詳細情報

### 年度別打撃成績
- 一軍公式戦出場なし

### 背番号
- 33 （1998年 - 2001年）
- 58 （2002年）
- 53 （2003年）